# 地下水宮殿
41°0′29″N 28°58′40″E / 41.00806°N 28.97778°E
地下水宮殿（土耳其語：（沉沒的宮殿）；（沉沒的水箱））位於現今土耳其伊斯坦堡（舊稱君士坦丁堡）蘇丹哈美特區，聖索菲亞大教堂南邊，古老的地下水宮殿是有336條石柱也是規模最大之一的地下蓄水池。由東羅馬帝國皇帝查士丁尼大帝於公元527-565年統治時期所建，作為當時君士坦丁堡市民日常飲用水的來源之一。

## 歷史
東羅馬帝國時期，地下水宮殿建於教堂拱廊（Stoa Basilica）的地下，因此被命名，而教堂拱廊是位於當時伊斯坦堡第一山上最大的廣場之一。尚未變成蓄水池之前，地下宮殿的地面原是一座教堂，在3、4世紀早期羅馬時代被當作是商業、法律、藝術的中心。公元476年因為一場大火而重建宮殿。
古代文獻表示，宮殿包含花園且環繞著柱廊，並面對聖索菲亞大教堂。根據歷史顯示地下宮殿由君士坦丁大帝初建，在532年尼卡暴動後由查士丁尼大帝重建和擴大。
史書記載7,000個奴隸參與了蓄水池的建設。擴大蓄水池提供君士坦丁堡以及第一山其他建築物的過濾系統，並且在1453年鄂圖曼帝國征服後到近代持續供水給托卡比皇宫。
地下宮殿自成以來經過三番的修復。鄂圖曼帝國統治期間整修兩次，艾哈蘇丹三世( Ahmet Sultan III ) 于1723年由開塞利省(Kayserili)建築師穆罕默德阿咖(Mehmet Aga)進行整修。蘇丹阿杜哈米二世(Sultan Abdulhamid II)統治時期(1876年-1909年)期間完成19世紀第二次大型整修。共和黨時期，1985年至1987年間重新整修，50,000噸的砂泥來填補走道以及平台，並且開放當地人以及國外遊客參觀。在1994年5月又重新清洗以及整修。

## 建築

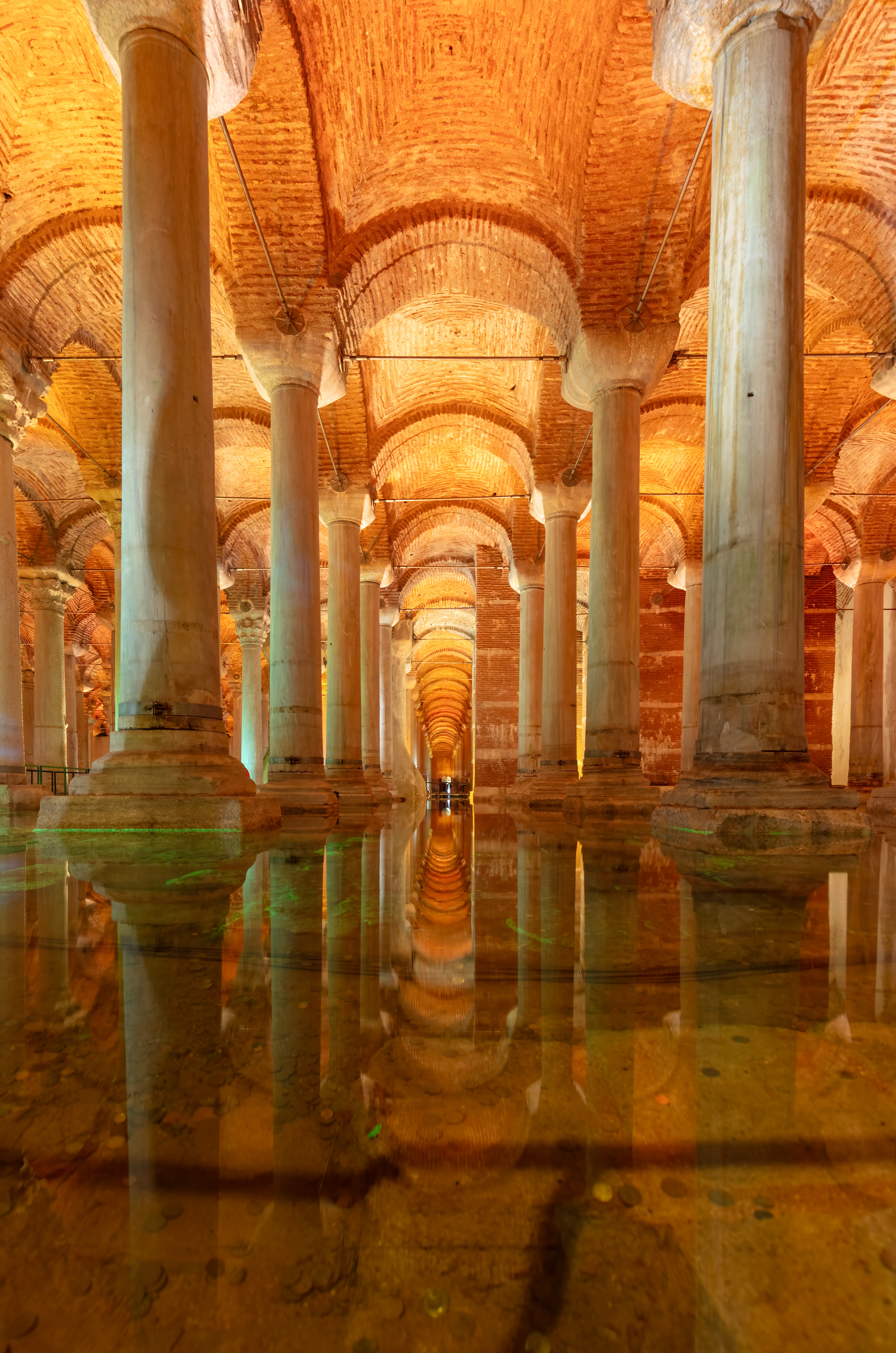
屋頂以及拱門

地下水宮殿是長140公尺、寬70公尺的地下蓄水池，總占地面積是9,800平方公尺，可容納100,000噸的水，水被抽到地面後透過約20公里長的引水道送往各處。通往地下宮殿的石階共有55層。屋頂是由高9公尺的石柱排成12行336根圓柱所支撐，每行28個石柱以4.8公尺間隔，屋頂是由石柱透過拱門來分散力量所支撐。主要石柱是由古老建築架構收集而來再經由不同大理石所組成經雕刻後所製成。重要的石柱各有不同特色的雕刻。其中98根是富有科林斯( Corinthian )風格，其他的則是多立克柱式式( Doric )風格。地下宮殿的牆是利用厚度4.8公尺的防火磚牆，而地磚是使用塗有防水砂漿的材質。蓄水容量100,000噸水的空間現在只有底部幾英吋的水。

### 梅杜莎

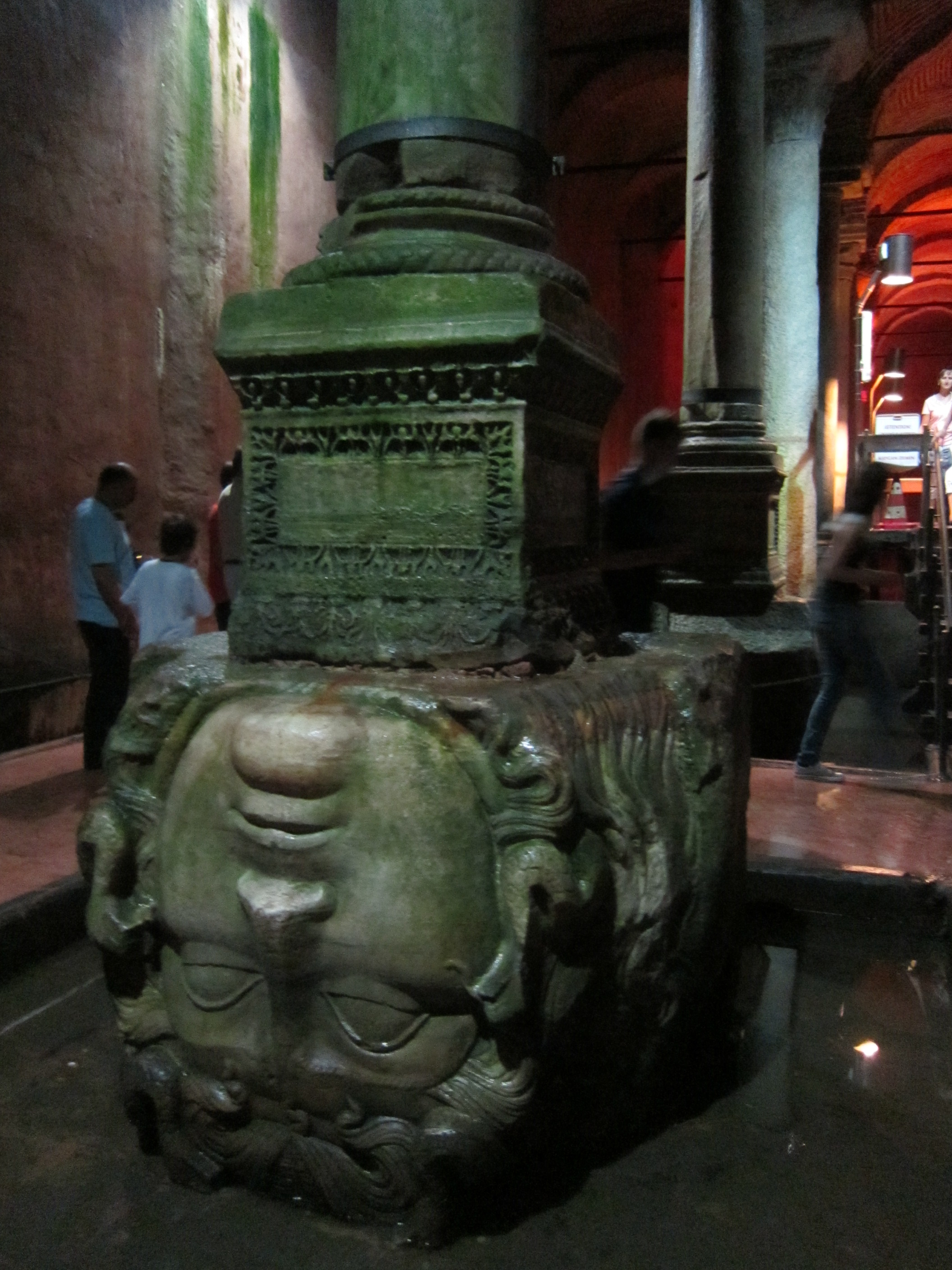
梅杜莎

地下宮殿西北方有兩座石柱底座是用刻有梅杜莎面貌的石柱來支撐。這兩座底座來源不明，曾被認為是從古羅馬時期建築拆除後所移置於此。目前沒有書面證據可以證明。一般學者認為梅杜莎頭像被放置倒向只是大小適合以支持石柱。
根據希臘神話，梅杜莎是戈耳工(Gorgons)三姐妹之一，是希臘神話中可怕的女妖。梅杜莎可以把看她眼睛的人變成石頭的能力，因此Gorgons的圖像被用來保護重要的建築。另一個神話表示梅杜莎是擁有黑眼長髮的漂亮女孩，並與宙斯的兒子波爾修斯(Perseus)戀愛。雅典娜也喜歡波西且忌妒梅杜莎，因此將她的頭髮變成蛇，之後凡是看到梅杜莎眼睛的人皆變成石頭。波爾修斯覬覦梅杜莎的能力而砍了她的頭，利用此能力對付他的敵人。根據另一個神話，梅杜莎看到自己在鏡子中反射把自己變成石頭。
在拜占庭文化中梅杜莎的頭被當作裝飾，並且倒著放避免人們看到她導致自己變成石頭。地下宮殿保存梅杜莎的頭像至今。

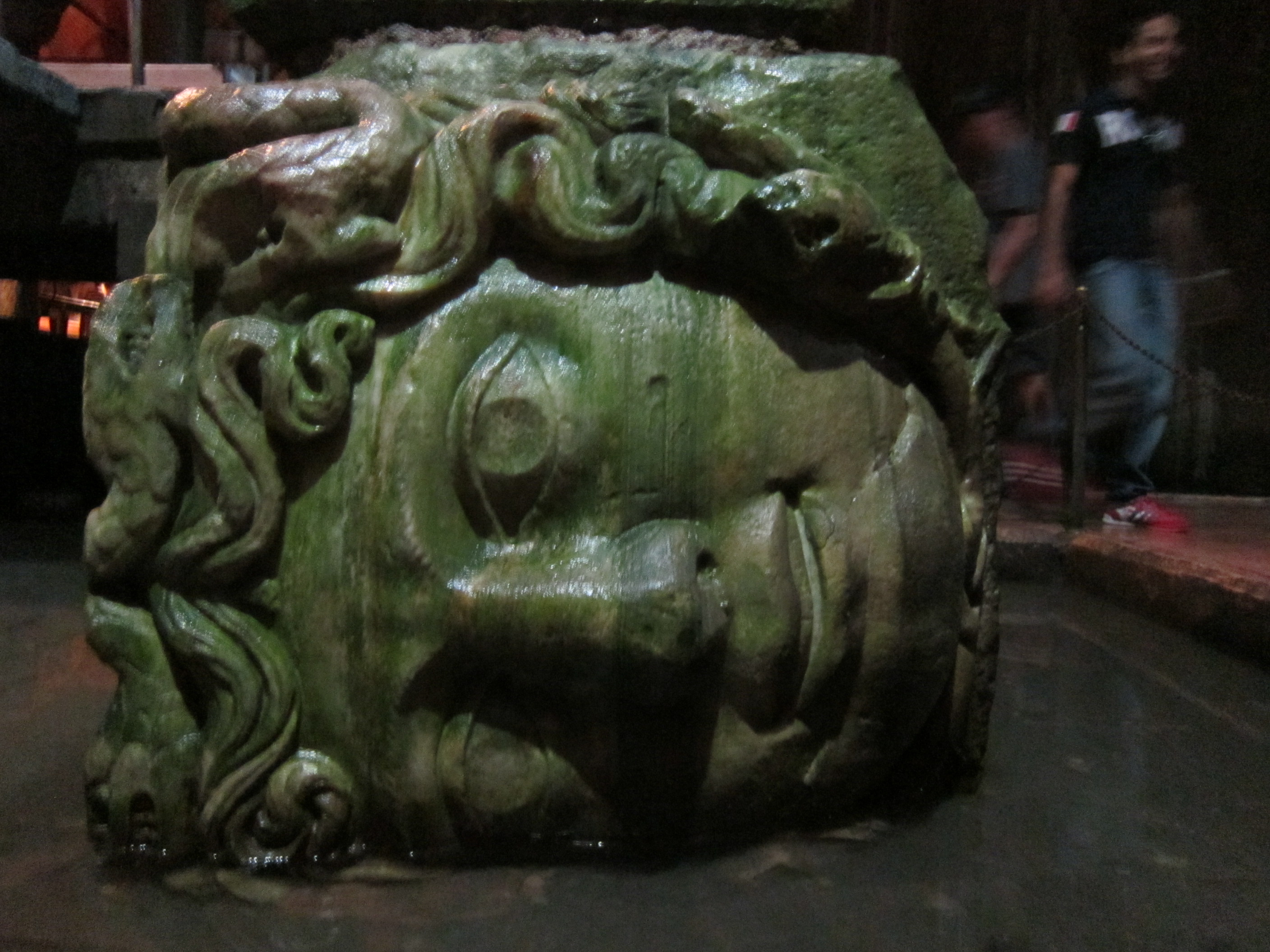
梅杜莎頭顱側倒的石柱

## 多媒體

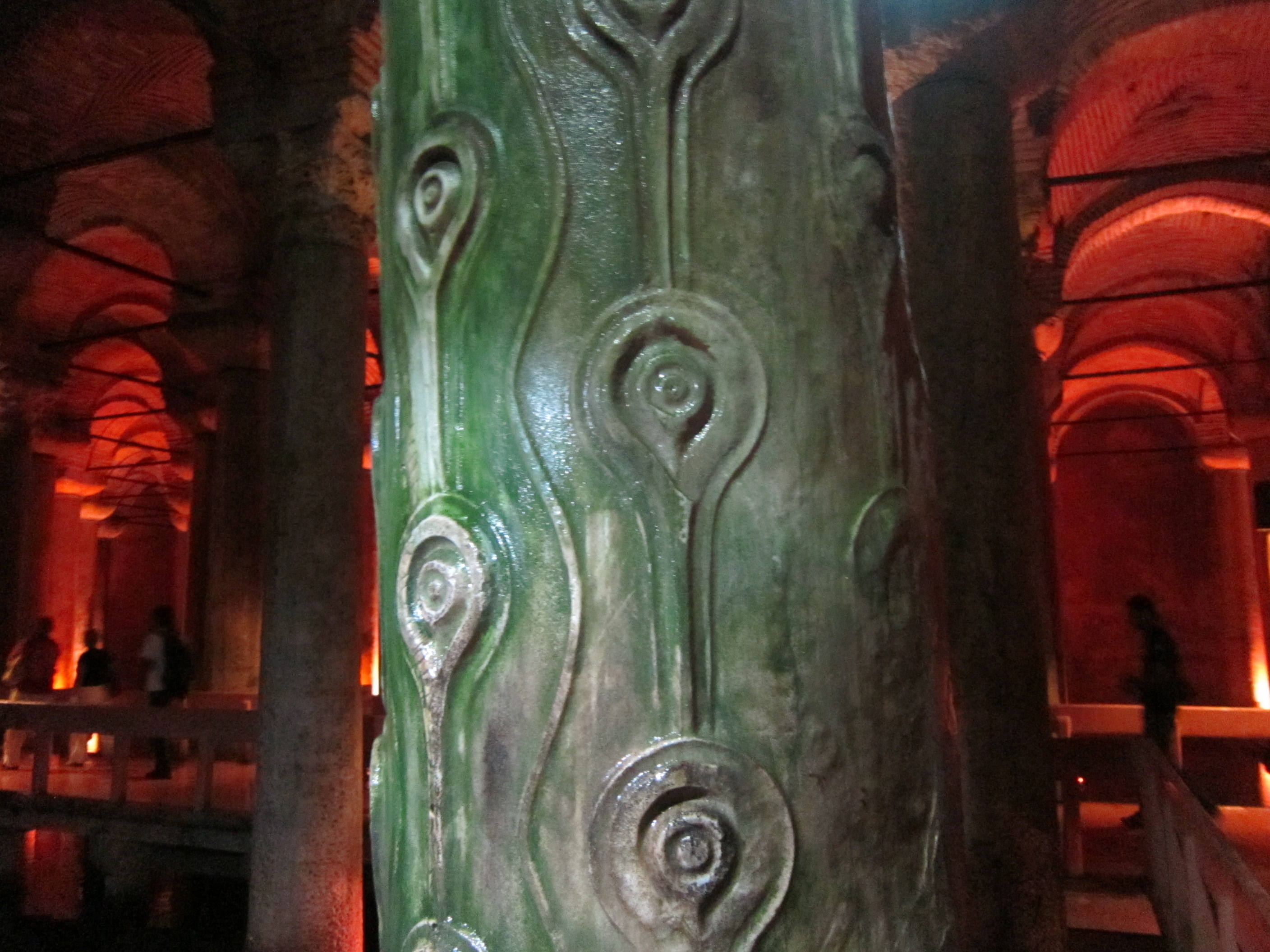
淚珠形狀的柱子
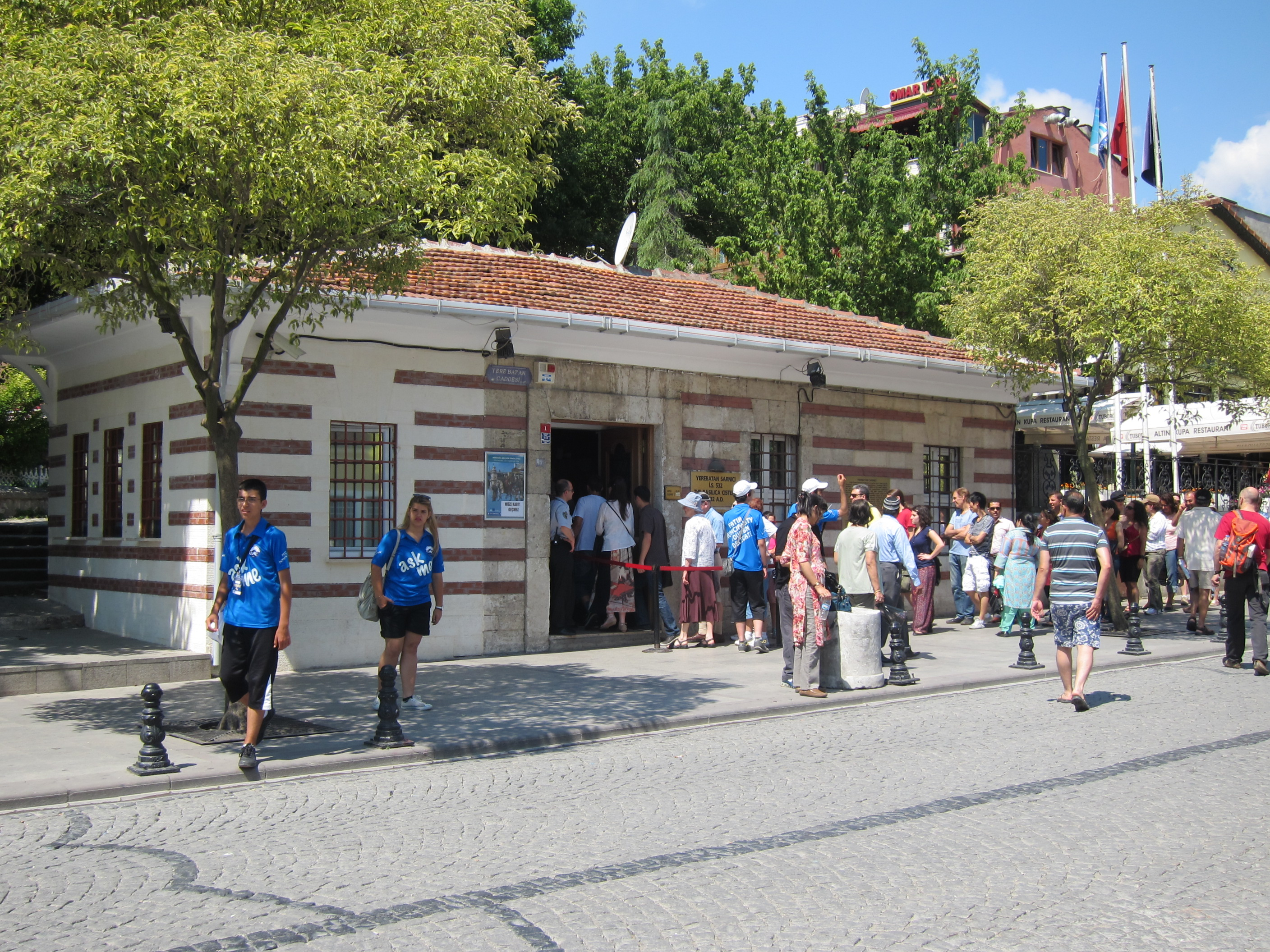
地下水宮殿入口
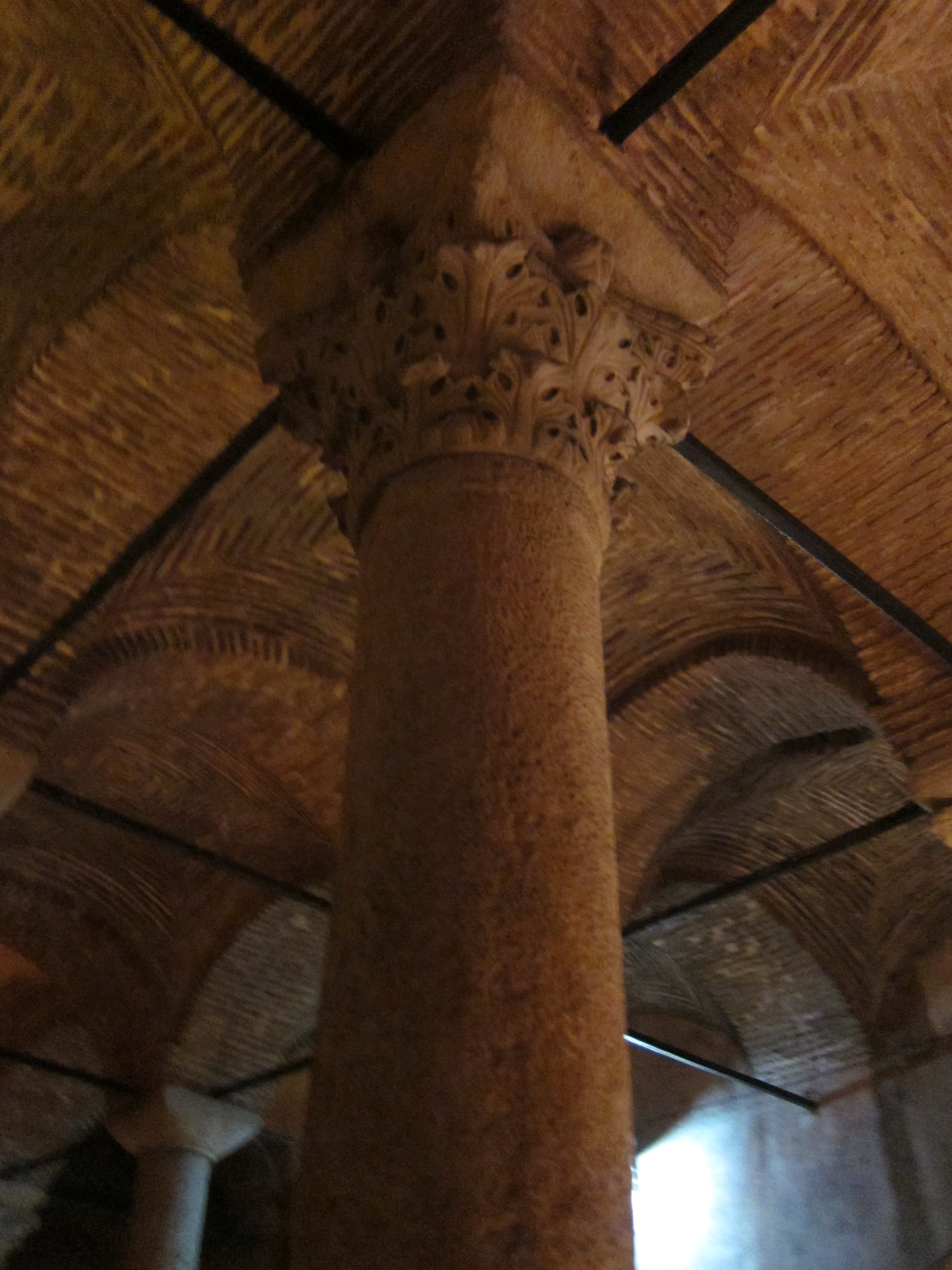
雕刻石柱
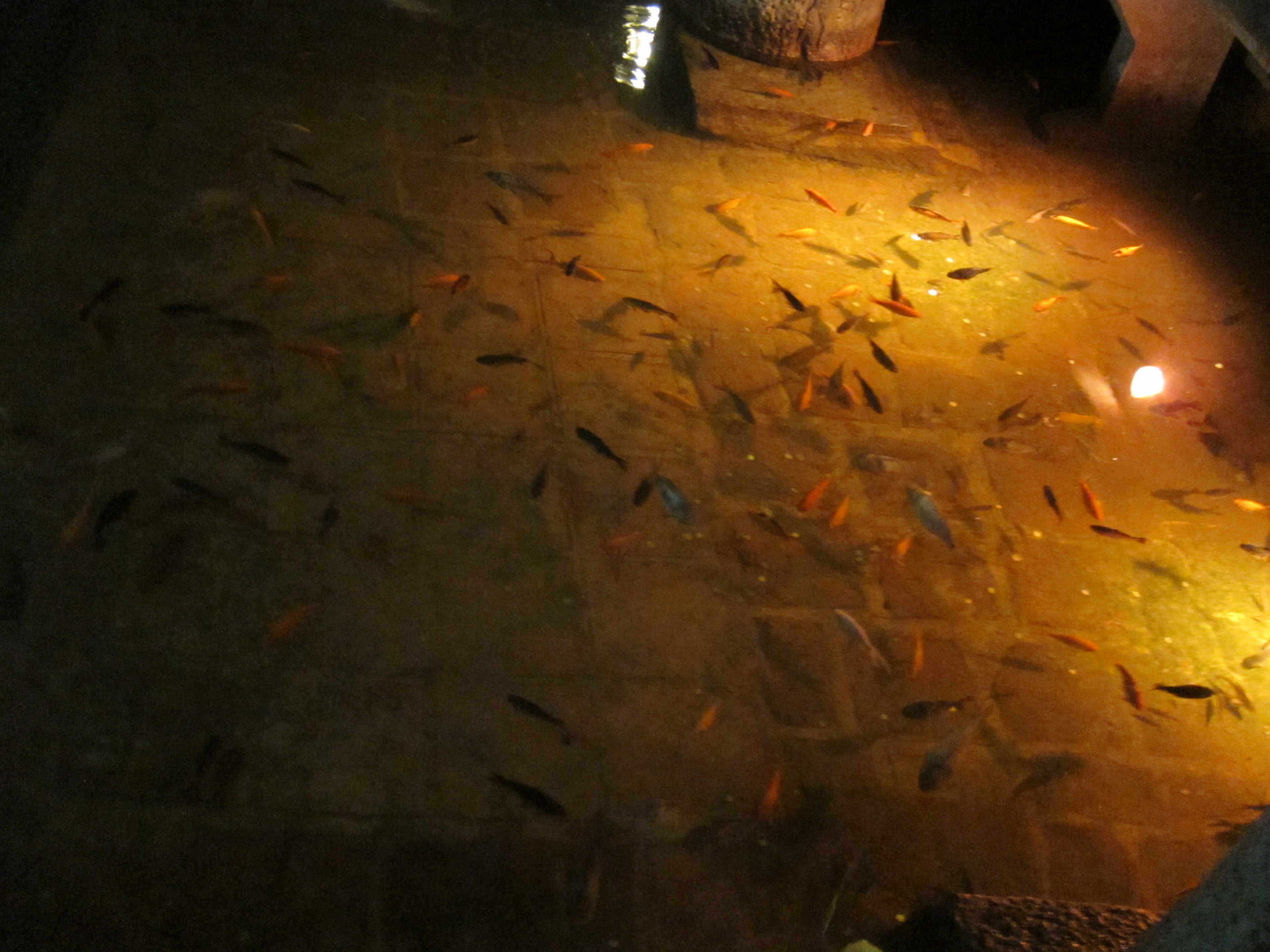
地下水宮殿裡的魚

## 外部連結
- 官方网站（土耳其文）

Template:伊斯坦堡地標